# 海上自衛隊佐世保史料館
海上自衛隊佐世保史料館（かいじょうじえいたいさせぼしりょうかん）は長崎県佐世保市で海上自衛隊が運営する史料館・広報施設。海自および大日本帝国海軍に関する史料を展示する。愛称は「セイルタワー」。1997年（平成9年）3月10日に現在地に開館した。

## 概要
1968年（昭和43年）、佐世保市平瀬町の佐世保補給所内（現・平瀬庁舎）に設けられた海自防衛資料館が前身。旧日本海軍・佐世保鎮守府時代から海上自衛隊にいたる現在までの資料約4,400点を収蔵、そのうち約1,300点を常設展示している。映像や写真、模型、当時の資料などを通じ、旧海軍、自衛隊の変遷を知ることができる。
建物は7階建て。1・2階部分は、旧海軍時代に将校の宿泊、福利厚生施設として利用していた「佐世保水交社」の建物の一部を再利用している。国際通り側に突き出た石張りの八角屋根がかつての雰囲気を感じさせる。3階以上はガラス張りの現代的な建物となっている。屋上部の構造物が船の帆にも見えることから「セイルタワー」の愛称で親しまれている。

## 施設
- 7階　展望所、映像ホール　展望所からは佐世保港や米海軍佐世保基地などが一望でき、映像ホールでは海上自衛隊のPR映画を上映している。
- 6階　長崎海軍伝習所から佐世保鎮守府開設までの歩み
- 5階　日清戦争、日露戦争
- 4階　太平洋戦争
- 3階　海上自衛隊の艦船、歴史
- 2階　海上自衛隊の装備、活動（南極観測船、災害派遣、海外派遣など）、図書室
- 1階　売店、企画・特別展示

入館者はいったんエレベーターで7階に昇り、1階ずつ降りていく。

## 基本情報
※外部リンクにある佐世保地方隊公式サイトも参照のこと。
- 開館時間：09:30～17:00
- 休館日：毎月第3木曜日及び年末・年始（12月28日～1月4日）
- 入館料：無料（入館の際、1階受付で署名が必要）

2009年（平成21年）の行政刷新会議による事業仕分けにおいて、参議院議員の蓮舫（後の行政刷新担当相）が入場料を徴収するよう指摘したことを受け、2010年（平成22年）11月1日より「当面の間」高校生を除く18歳以上の大人が400円、小・中・高校生が200円の有料制とされた（陸上自衛隊広報センター・航空自衛隊浜松広報館との同時実施）が、有料化に伴い入場者数が激減したなどの理由から同実験は2011年2月1日付をもって終了した。
- 駐車場：普通車約20台、大型バス6台（無料）

## 交通アクセス
- 西九州自動車道佐世保中央インターチェンジより車で1分
- 西肥バス（させぼバスも含む）「佐世保市総合医療センター入口」下車、徒歩2分
- 国道35号松浦交差点から車で2分